# Kosnarite
La kosnarite è un minerale.